# Pedro Leopoldo
Pedro Leopoldo là một đô thị thuộc bang Minas Gerais, Brasil. Đô thị này có diện tích 291,038 km², dân số năm 2007 là 56518 người, mật độ 216,8 người/km².